# Дом страхового общества «Днестр»
Дом страхового общества «Днестр» — четырёхэтажное общественное здание в центре Львова, один из наиболее значительных памятников архитектуры модерна на Украине. Расположен по адресу Русская улица, дом 20.
Здание было построено в 1905 году на месте трёх домов XVII века архитекторами Иваном Левинским и Тадеушем Обминским — специально для страхового общества «Днестр», переехавшего сюда с площади Рынок.  
Прямоугольное в плане здание с двумя световыми колодцами выходит фасадами на три стороны — Подвальную, Русскую и Арсенальную улицы. Все они украшены керамической плиткой с орнаментом по мотивам гуцульского народного искусства, что придаёт дому нарядный и праздничный вид. Квадратная башня с остроконечной крышей отсылает к крепостным оборонительным сооружениям западной Украины. 